# Ismaila
Ismaila är ett släkte av kräftdjur. Ismaila ingår i familjen Splanchnotrophidae.
Ismaila är enda släktet i familjen Splanchnotrophidae.
Kladogram enligt Catalogue of Life:
| Ismaila | \| \| Ismaila belciki \| \| \| \| \| \| Ismaila occulta \| \| \| \| |
|         | \| \| Ismaila belciki \| \| \| \| \| \| Ismaila occulta \| \| \| \| |
|         | Ismaila belciki                                                     |
|         |                                                                     |
|         | Ismaila occulta                                                     |
|         |                                                                     |